# Спас-Клепиковское городское поселение
Спас-Клепиковское городское поселение — муниципальное образование (городское поселение) в Клепиковском районе Рязанской области.
Административный центр — город Спас-Клепики.

## История
Спас-Клепиковское городское поселение образовано в 2006 году.

## Население
| 2010  | 2012  | 2013  | 2014  | 2015  | 2016  | 2017  |
| ----- | ----- | ----- | ----- | ----- | ----- | ----- |
| 6394  | ↘6314 | ↘6250 | ↘6119 | ↘6053 | ↘5941 | ↘5874 |
| 2018  | 2019  | 2020  | 2021  | 2023  |       |       |
| ↘5791 | ↘5695 | ↘5605 | ↘5173 | ↘5021 |       |       |

## Состав поселения
В состав городского поселения входят 9 населённых пунктов
| № | Населённый пункт | Тип населённого пункта        | Население |
| - | ---------------- | ----------------------------- | --------- |
| 1 | Бозово           | деревня                       | ↘25       |
| 2 | Кузино           | деревня                       | ↗39       |
| 3 | Лодкино          | деревня                       | ↗9        |
| 4 | Лосево           | деревня                       | ↘249      |
| 5 | Ненашкино        | деревня                       | ↘18       |
| 6 | Рябикино         | деревня                       | ↘49       |
| 7 | Спас-Клепики     | город, административный центр | ↘4591     |
| 8 | Шабаево          | деревня                       | ↘32       |
| 9 | Швивая Горка     | деревня                       | ↗9        |

## Местное самоуправление
Главы муниципального образования
- Шишов Сергей Владимирович[14]
- с 14.10.2016 — Цыганова Галина Викторовна